# Hansa-Brandenburg W.33
Hansa-Brandenburg W.33 var ett tyskt flygplan som användes till övervakning och jakt.
W.33 var en vidareutveckling av konstruktören Ernst Heinkels W.29. Det tyska marinflyget beställde 26 flygplan av typen, men endast sex var färdiga för leverans när första världskriget var över. Innan krigsslutet tillverkades en förstorad variant av flygplanet med en 300 hk Fiatmotor, men W.34, som flygplanet benämndes, kom fram för sent för att kunna delta i kriget. Några W.33 köptes efter kriget av de lettiska och finländska flygvapnen. 